# Aéroport international de Kosrae
Pour les articles homonymes, voir KSA.
L'aéroport international de Kosrae, (code IATA : KSA • code OACI : PTSA) en anglais Kosrae International Airport, est un aéroport des États fédérés de Micronésie situé dans l'État de Kosrae. Il constitue une île artificielle construite à proximité immédiate des côtes de l'île de Kosrae, à laquelle il est relié par un pont, dans la municipalité de Tafunsak.
L'aéroport est relié à ceux de Chuuk et Pohnpei en Micronésie, Guam et Honolulu aux États-Unis ainsi que Kwajalein et Majuro aux îles Marshall par la compagnie Continental Micronesia, filiale de Continental Airlines.

## Situation
| Chuuk Kosrae Pohnpei Ulithi Fais Yap |

## Compagnies et destinations
| Compagnies           | Destinations                                                                                             |
| -------------------- | --- |
| Caroline Islands Air | Charter : Pohnpei                                                                                        |
| United Airlines      | Chuuk, Guam-A.-B.-Won-Pat, Honolulu, Kwajalein-Bucholz (en), Majuro-îles Marshall International, Pohnpei |

Édité le 16/03/2017